# Скалино (Ярославская область)
Скалино — посёлок при железнодорожной станции в Первомайском районе Ярославской области, входит в состав Пречистенского сельского поселения, относится к Колкинскому сельскому округу.

## География
Расположен на берегу реки Уча в 17 км на север от райцентра посёлка Пречистое, ж/д станция Скалино на линии Данилов — Вологда I. Северная часть посёлка расположена в соседней Вологодской области и образует отдельный населённый пункт с таким же названием.

## История
История Скалина как отдельного поселения началась в конце XIX века. В ту пору землями вокруг Скалина владела баронесса Гилленшмидт, жившая в селе Плоское Вологодской области. Баронесса владела спиртовыми и кирпичными заводами, занималась извозом и разводила племенной скот. Посёлок возник при железнодорожной станции Скалино при строительстве в 1782 году Северной железной дороги. Впервые упоминается в расписании движения поездов по Северной железной дороге за 1882 год. Назван по названию деревни Скалино в 5 км севернее. Говорят, что в окрестностях жил богатый купец. Тогда, в начале века, стали строить железную дорогу до Архангельска, и купец спонсировал строительство. Другая историческая веха Скалина — это строительство второго железнодорожного пути. В 1939 год второй путь был запущен. На его строительство приезжали люди со всей страны, поэтому почти всё население приезжие. В том же году было выкопано рукотворное Озеро на слияний рек: Учи, Сивозы и Сарафанихи. В начале 70-х годов плотину прорвало и теперь озеро не узнать. В начале 30-х годов здесь образовалось градостроительное предприятие. В 1938 году в Скалино открылась школа.
С 1929 года посёлок входил в состав Даниловского района, в 1935—1963 годах в составе Пречистенского района, с 1965 года — в составе Первомайского района, с 2005 года — в составе Пречистенского сельского поселения.

## Население
| 2002 | 2007 | 2010 |
| ---- | ---- | ---- |
| 650  | ↘599 | ↘544 |

### Известные жители
- Флягин, Алексей Михайлович (1907—1944) — журналист, писатель.

## Инфраструктура
В поселке имеются Скалинская основная школа, библиотека, отделение почтовой связи.